# Winkeltalbach
Der Winkeltalbach, im Quellgebiet Schrentebach genannt, ist ein Bach in der Gemeinde Außervillgraten (Bezirk Lienz). Er durchfließt das weitgehend unbesiedelte Winkeltal in den Villgratner Bergen und mündet bei Außervillgraten in den Villgratenbach. Das Wasser des Villgratenbach wird für ein Ausleitungskraftwerk genutzt.

## Geschichte
Der alte Bachname war Sille(bach). Er ist bereits im Jahr 1140 in einer Urkunde des hier begüterten und kolonisatorisch tätigen Stifts Innichen als „Siligana“ bezeugt, später aber zugunsten der jüngeren Bezeichnungen abgekommen.

## Verlauf
Das Quellgebiet des Winkeltalbachs liegt in den Villgratner Bergen zwischen den Gipfeln von Rotegg, Wagenstein, Großes Degenhorn, Kugelwand und Hochgrabe. Die Quellbäche des im Oberlauf Schrentebach genannten Gewässers entspringen unter anderem an Berghängen wie Wilde Platte, Schrentebachboden oder als Abfluss des Degenhornsees. Der Schrentebach fließt in der Folge an Heinkaralm und Volkzeineralm vorbei, bevor er bei der Volkzeiner Hütte in südöstlicher Richtung abzweigt und ab hier den Namen Winkeltalbach trägt. Bei der Lackenkammeralm vollzieht der Winkeltalbach nach der Einmündung des Serlbachs einen Schwenk nach Osten, bevor er in einem Bogen nach Süden durch das Winkelbachtal fließt. Der Winkeltalbach mündet im Ortszentrum von Außervillgraten in den Villgratenbach.

## Energiewirtschaftliche Nutzung
Um das Wasser des Winkeltalbaches energiewirtschaftlich zu nutzen, wurde im April 2016 mit dem Bau eines Ausleitungskraftwerks begonnen. Hierfür wird beim Gasthaus Reiterstube Wasser aus dem Winkeltalbach mittels Tiroler Wehr ausgeleitet und durch ein 4,4 Kilometer langes Druckrohr in Richtung der Ortschaft Außervillgraten geleitet, wo am Ortsrand ein Kraftwerk errichtet wurde. Das Ausleitungskraftwerk besitzt eine Ausbauwassermenge von 1,5 m³/s, die Bruttofallhöhe beträgt 222 Meter. Das Kraftwerk verfügt über einen Maschinensatz mit einer Engpassleistung von 2,6 MW. Ab Mitte 2017 sollen 11,1 GWh Strom pro Jahr produziert werden. Die Projektkosten für das Gemeindekraftwerk belaufen sich auf insgesamt zehn Millionen Euro, wovon 1,6 Millionen Euro vom Bund gefördert wurde.